# Boxe aux Jeux méditerranéens de 1955
Navigation
Édition précédente Édition suivante
Les compétitions de boxe anglaise de la 2e édition des Jeux méditerranéens se sont déroulées du 15 au 25 juillet 1955 à Barcelone, Espagne.

## Résultats

### Podiums
| Catégories                    | Or                    | Argent                 | Bronze           |
| Poids mouches (-51 kg)        | Salvatore Burruni     | Miguel Ceses Arnal     | Jean Guerrad     |
| Poids coqs (-54 kg)           | Alphonse Halimi       | VGiuseppe Velitti      | Juan Jose Zamora |
| Poids plumes (-57 kg)         | Georges Henny         | Horacio Valero Alvarez | Rodolfo Sinacori |
| Poids légers (-60 kg)         | Antonio Egea Villegea | Giacomo Di Jasio       | Andre Juncker    |
| Poids super-légers (-63,5 kg) | Mohyee el-Hamaky      | Vicente Ramos          | Manuel Sosa      |
| Poids welters (-67 kg)        | Darweesh Mustafa      | Franco Scisciani       | Francisco Ortega |
| Poids super-welters (-71 kg)  | Hippolyte Annex       | Carlos Lopez Perez     | Teodoro Chiriaco |
| Poids moyens (-75 kg)         | Moussa el-Gueldy      | Guglielmo Paulon       | Jacques Dufreney |
| Poids mi-lourds (-81 kg)      | Gilbert Chapron       | Juan Luis Fernandez    | Natale Ostuni    |
| Poids lourds (+81 kg)         | Mario De Persio       | Hamdi el-Banhawy       | Ramon Moncasi    |

### Tableau des médailles
| Place | Pays             | Médaille d'or | Médaille d'argent | Médaille de bronze | Total |
| ----- | ---------------- | ------------- | ----------------- | ------------------ | ----- |
| 1     | France           | 4             | 0                 | 4                  | 8     |
| 2     | Égypte           | 3             | 1                 | 0                  | 4     |
| 3     | Italie           | 2             | 4                 | 3                  | 9     |
| 4     | Espagne          | 1             | 5                 | 3                  | 9     |
| Total | 5 pays médaillés | 10            | 10                | 10                 | 30    |